# Anju (gerecht)
Anju is een generieke Koreaanse term voor versnaperingen die men kan bestellen in drinkgelegenheden. Meestal worden ze gegeten in combinatie met soju of bier. Soms kunnen ze ook besteld worden als aperitiefhapje of als maaltijd. Anju verschillen van banchan, de Koreaanse bijgerechten bij een maaltijd. Sakana is de Japanse variant van Anju.
Voorbeelden van anju zijn: gedroogde octopus met gochujang, fruit en pinda's.
In veel drinkgelegenheden in Zuid-Korea is het bestellen van anju verplicht als men iets wil drinken.

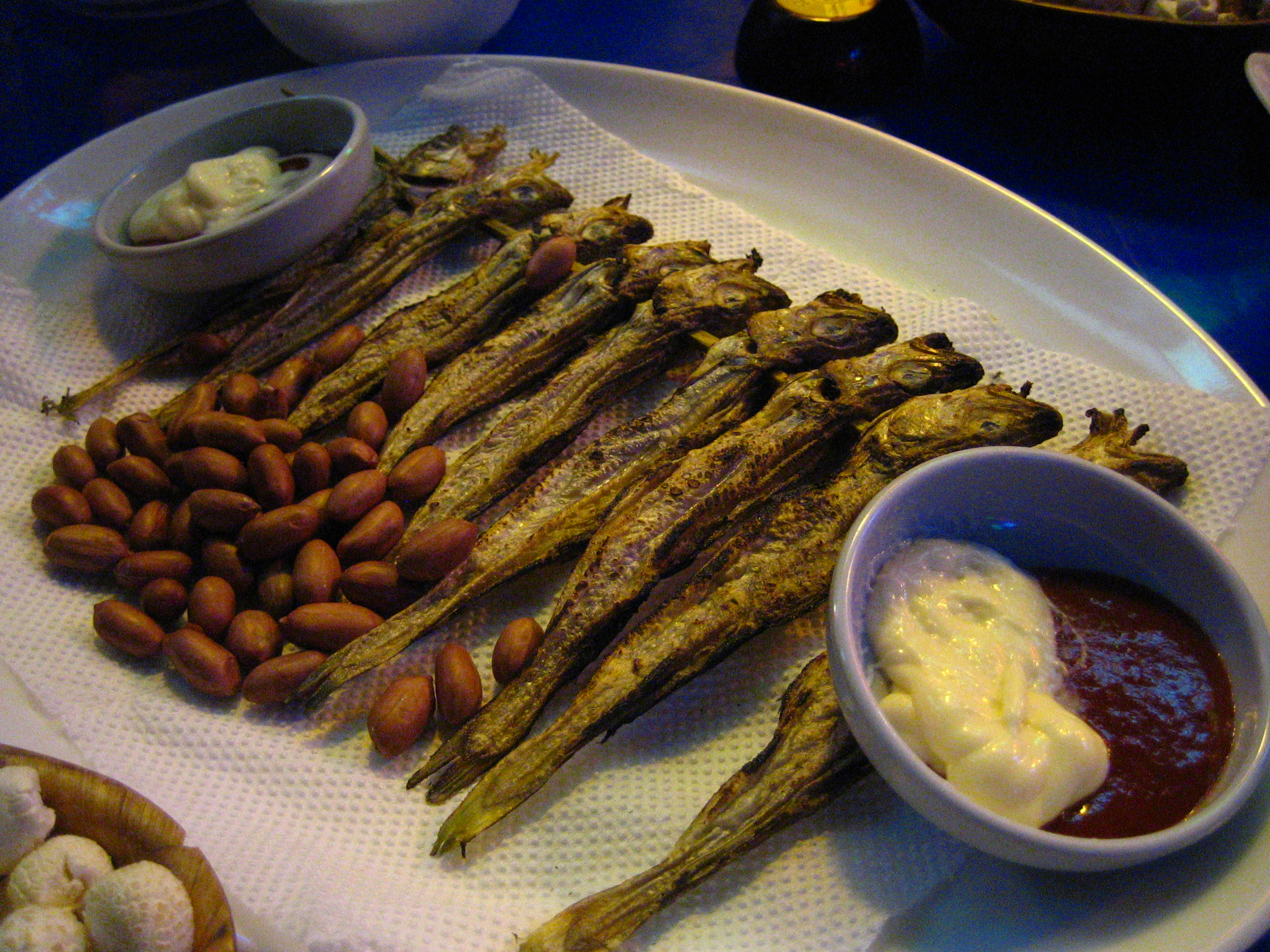
Nogari
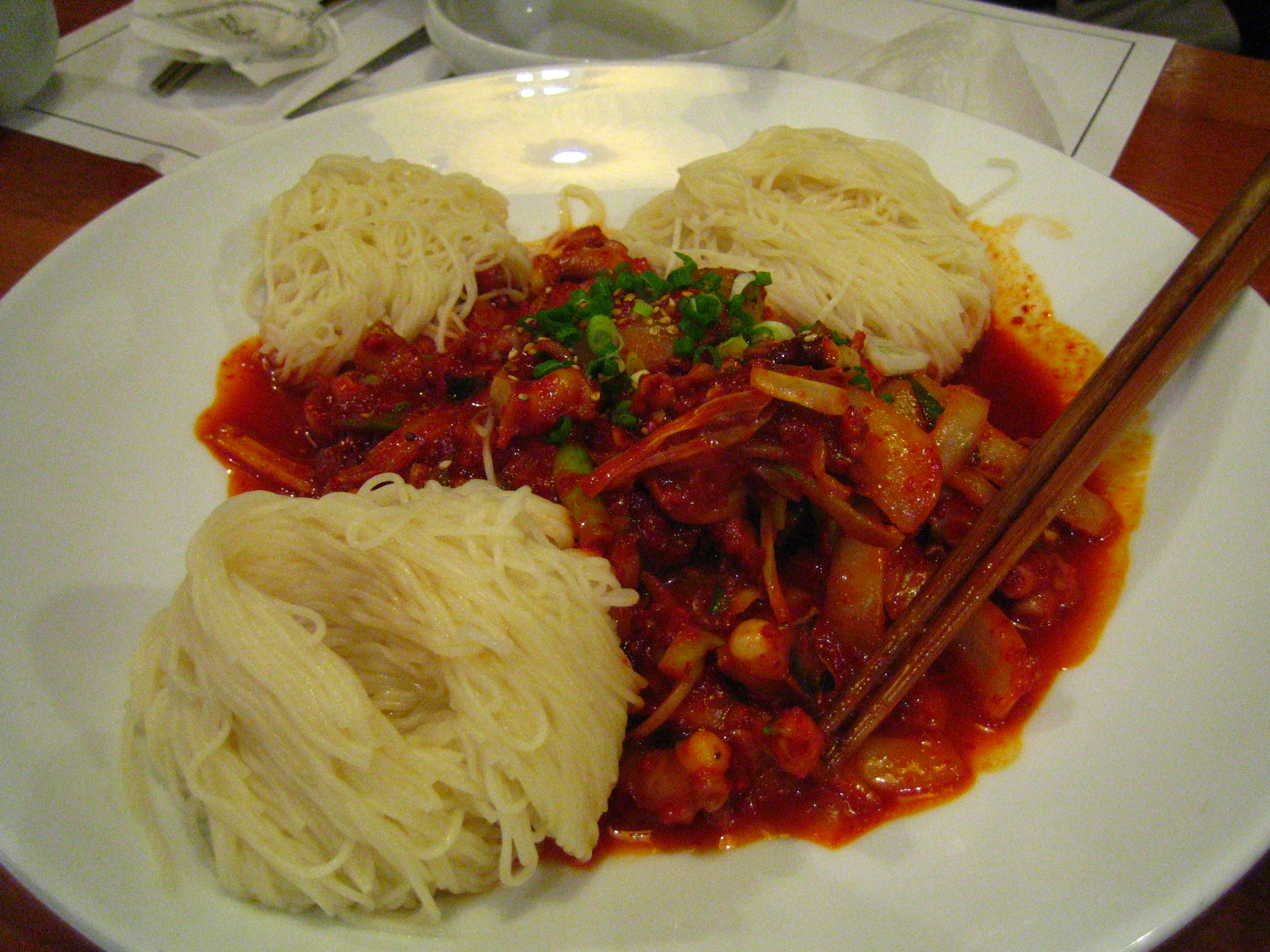
Nakji bokkeum
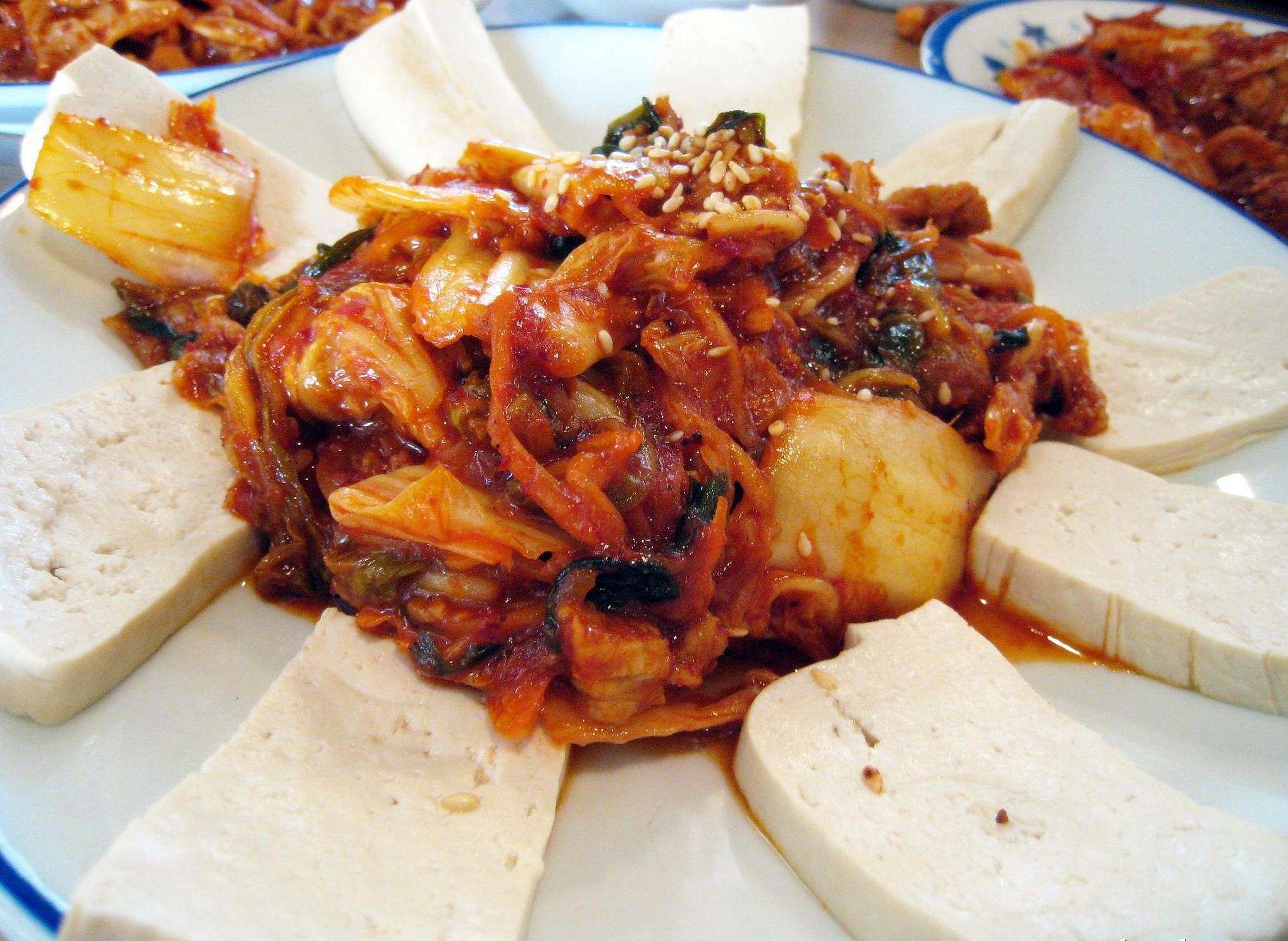
Dubu kimchi
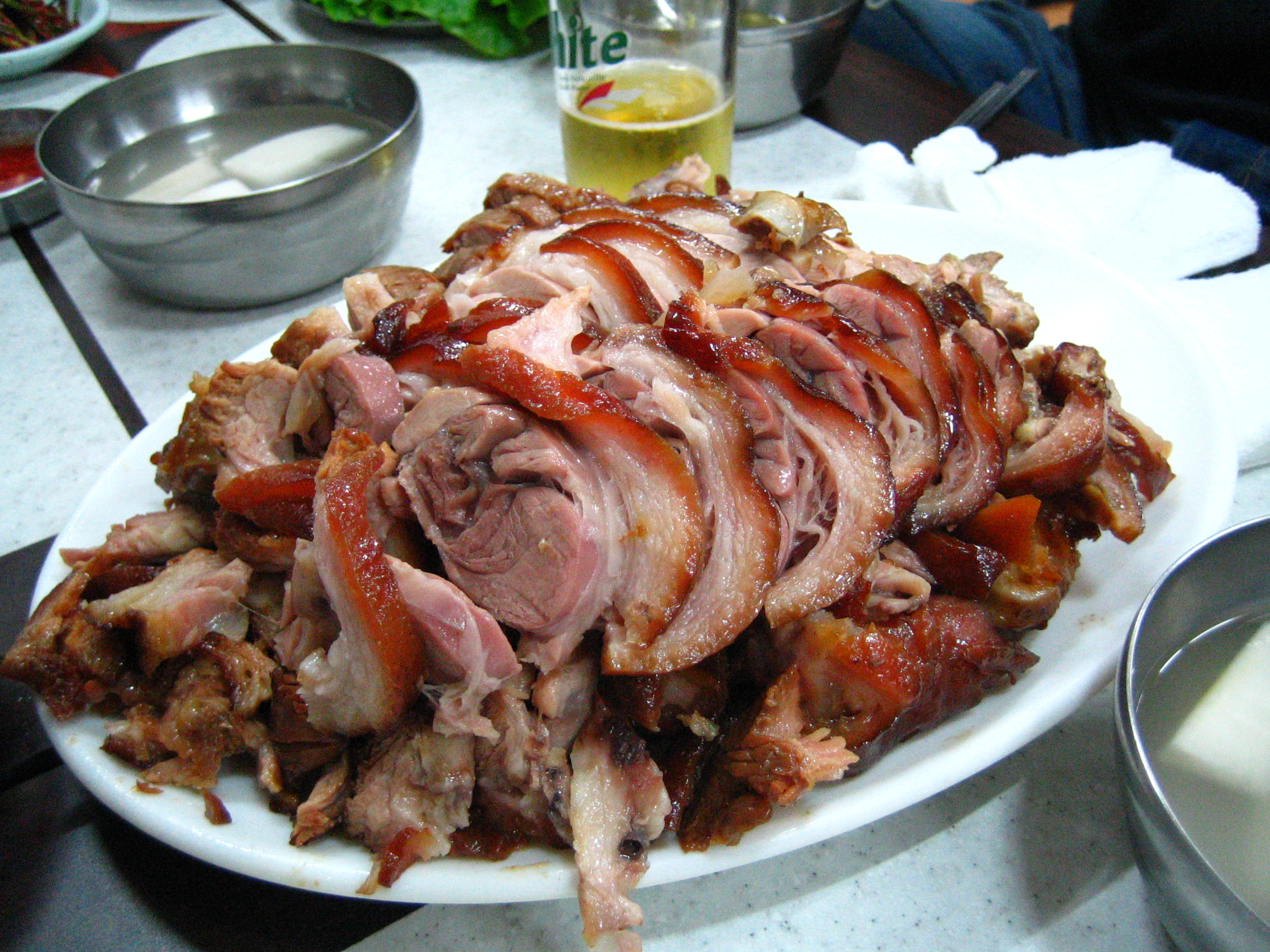
Jokbal